# Orehovica (ort i Kroatien)
Orehovica är en ort i Kroatien.   Den ligger i länet Međimurje, i den nordöstra delen av landet, 70 km nordost om huvudstaden Zagreb. Orehovica ligger 159 meter över havet och antalet invånare är 1 667.
Terrängen runt Orehovica är platt. Runt Orehovica är det ganska tätbefolkat, med 149 invånare per kvadratkilometer. Närmaste större samhälle är Čakovec, 8,1 km nordväst om Orehovica. Trakten runt Orehovica består till största delen av jordbruksmark.